# سون چفین
سون چفین (به انگلیسی: Ceán Chaffin، زادهٔ ۲۶ ژوئن ۱۹۵۷) تهیه‌کنندهٔ فیلم اهل ایالات متحده آمریکا است که اغلب با همسرش کارگردان دیوید فینچر همکاری داشته است. او و تهیه‌کنندگان دیگر برای فیلم‌های مورد عجیب بنجامین باتن (۲۰۰۸)، شبکهٔ اجتماعی (۲۰۱۰) و منک (۲۰۲۰) نامزد جایزه اسکار بهترین فیلم شدند. او برای این فیلم‌ها و همچنین برای دختری با خالکوبی اژدها (۲۰۱۱)، برندهٔ جایزهٔ انستیتوی فیلم آمریکا شد. چفین برای این سه فیلم، نامزد جایزهٔ انجمن تهیه‌کنندگان آمریکا برای تهیه‌کنندهٔ سال شد و همچنین برای فیلم‌های مورد عجیب بنجامین باتن و شبکهٔ اجتماعی، نامزد جایزهٔ آکادمی فیلم بریتانیا شد.

## فیلم‌شناسی
- بازی (۱۹۹۷)
- باشگاه مبارزه (۱۹۹۹)
- اتاق پناهگاه (۲۰۰۲)
- زودیاک (۲۰۰۷)
- مورد عجیب بنجامین باتن (۲۰۰۸)
- شبکهٔ اجتماعی (۲۰۱۰)
- دختری با خالکوبی اژدها (۲۰۱۱)
- دختر گمشده (۲۰۱۴)
- منک (۲۰۲۰)
- آدم‌کش (۲۰۲۳)

چفین علاوه بر تهیه‌کنندگی این فیلم‌ها، تهیه‌کنندهٔ اجرایی مجموعه تلویزیونی شکارچی ذهن در سال ۲۰۱۷ بود.